# دالکی (ایرلند)
دالکی (به انگلیسی: Dalkey) یک حومه شهری در ایرلند است که در دوبلین واقع شده‌است. دالکی ۸٬۰۸۳ نفر جمعیت دارد و ۲۶ متر بالاتر از سطح دریا واقع شده‌است.